# Batalion „Zaremba” – „Piorun”

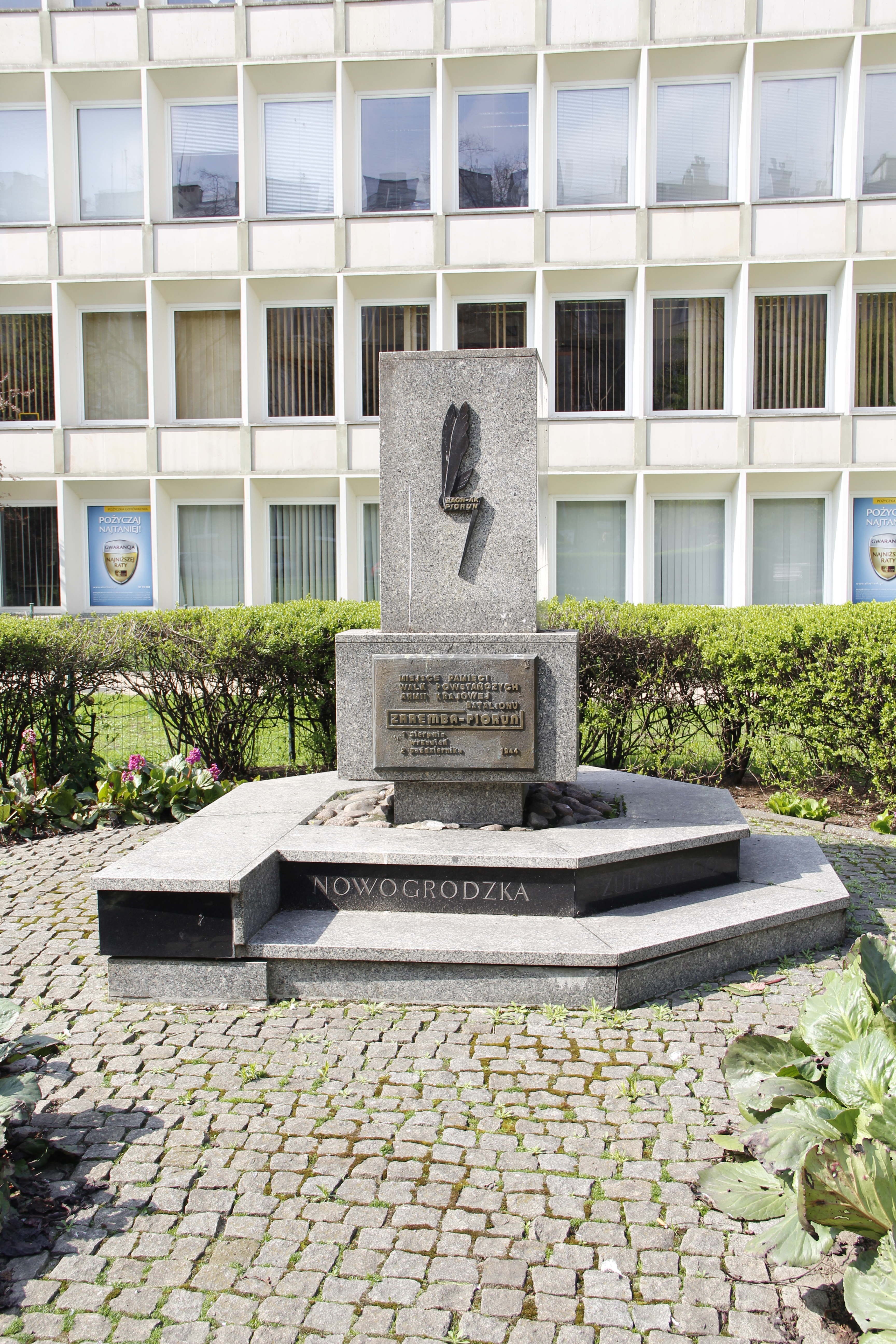
Pomnik na skwerze batalionu AK Zaremba-Piorun w Warszawie

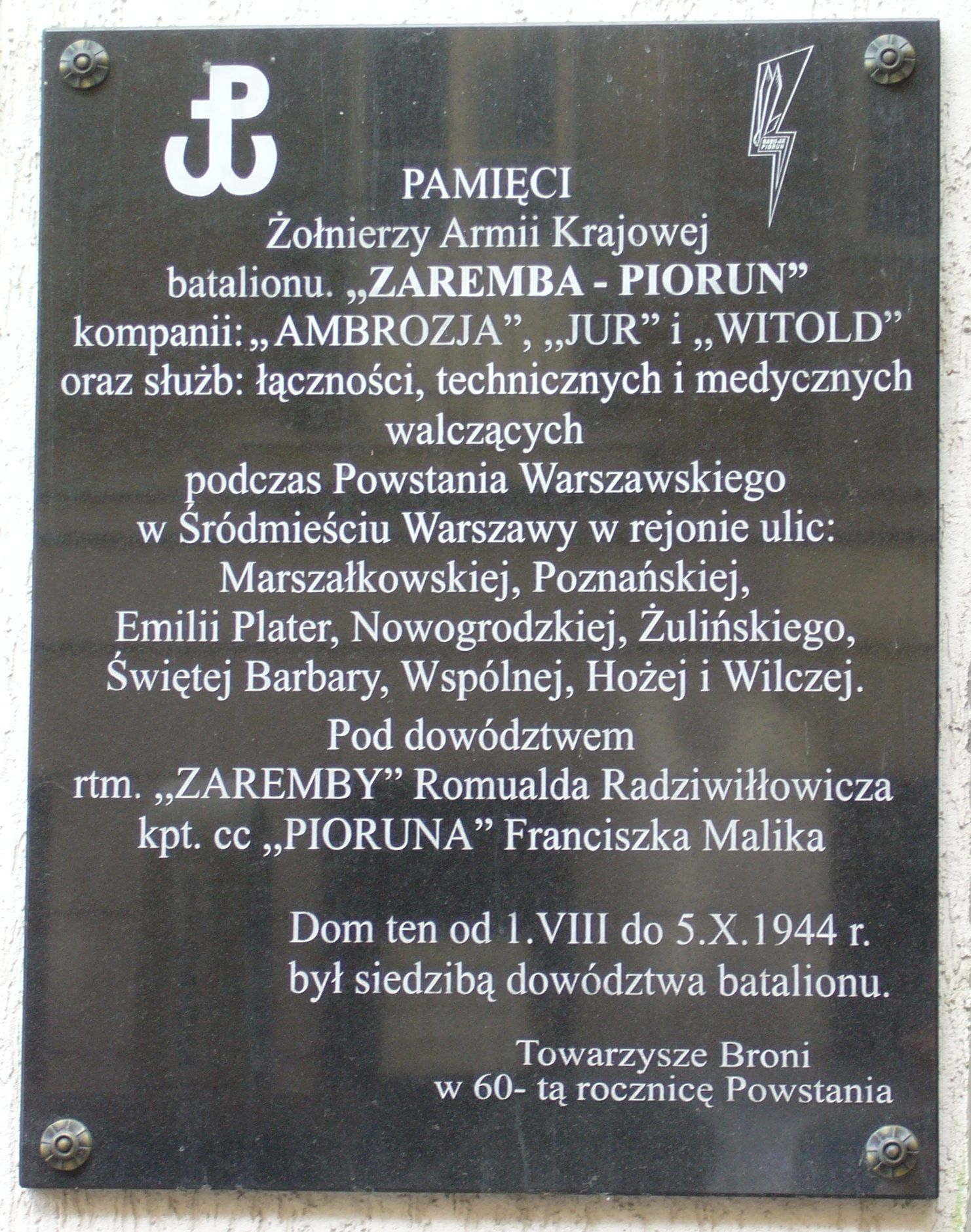
Tablica upamiętniająca walki batalionu AK Zaremba-Piorun i jego dowódców przy ul. Poznańskiej w Warszawie

Batalion „Zaremba” – „Piorun” – oddziały bojowe Armii Krajowej walczące w okresie powstania warszawskiego. Batalion został sformowany w pierwszych dniach powstania na terenie operacyjnym III rejonu Śródmieście Południe z jednostek Rejonu IX Obwodu Powiat Warszawski, oddziałów Bazy Lotniczej „Łużyce”, oraz żołnierzy którzy nie zdołali stawić się w wyznaczonych punktach koncentracji 1 sierpnia o godz. 17.00 oraz ochotników.

## Historia
Oddział powstał w 1941 jako oddziały Rejonu IX „Lubicz” Obwodu Powiat Warszawski AK, stanowiącego wyodrębnioną jednostkę nie mającą charakteru terytorialnego. Stanowił ochronę sztabu i przewidziany był do działań w Warszawie. W październiku 1943 w rejonie było 229 żołnierzy, w lutym 1944 – 244 żołnierzy, zaś 17 maja 1944 – 269 żołnierzy. Początkowo w rejonie działał pluton dyspozycyjny pod dowództwem sierż. pchor. Mariana Koralewskiego „Marian”. W 1943 funkcjonowała kompania sztabowa obwodu, złożona z czterech plutonów i piątego w organizacji). 
W ramach kompanii, w 1943 wyodrębniono Oddział Specjalny „Lubicz” dowodzony przez chor. Józefa Ciesielskiego-Cymermana „Sylwester”, którego trzon tworzyli żołnierze plutonu 1799. Oddział ten stanowił najlepiej uzbrojona jednostkę Rejonu IX.

### Organizacja i obsada personalna Zgrupowania 31 lipca 1944
W lipcu 1944 Rejon IX stanowiły dwie kompanie dowodzone przez sierż. pchor. Mariana Koralewskiego „Marian: 
- 1 kompania – ppor. Andrzej Bielicki „Bomar”;
  - pluton 1796 – dowódca sierż. Jan Kretter „Grześ”
  - pluton 1797 – dowódca sierż. Mieczysław Radwański „Tygrys”;
  - pluton 1798 – dowódca ppor. Andrzej Bielicki „Bomar” do lipca 1944, następnie NN „Kazik”;
- 2 kompania – dowódca chor. Józef Ciesielski-Cymerman [Zimmerman] „Sylwester”;
  - pluton 1799 – dowódca chor. Józef Ciesielski-Cymerman [Zimmerman] „Sylwester”;
  - pluton 1795 (w organizacji) – dowódca plut. pchor. Zbigniew Nowakowski "Wojtek"[4];

## Udział w Powstaniu
W III rejonie walki zostały rozpoczęte przez oddział ppor. Józefa Ciesielskiego-Cymermana „Sylwester”, który wraz z żołnierzami z kompanii por. Stefana Karolewskiego „Marian” zdobył Zakłady Jajczarsko-Mleczarskie przy ul. Hożej 51. Podjęto też nieudaną próbę zdobycia umocnionej placówki niemieckiej tzw. Frontleistelle, gdzie mieściły się warsztaty samochodowe i magazyny materiałów pędnych. W toku dalszych działań obsadzono gmach lecznicy Św. Józefa na rogu ul. Hożej i Emilii Plater, która następnie pełniła funkcję szpitala powstańczego. Nie powiodło się opanowanie budynku Centrali Telekomunikacyjnej przy ul. Poznańskiej róg Nowogrodzkiej. Dowództwo batalionu stacjonowało przy Poznańskiej 12. Po przeprowadzonej reorganizacji oddział po uzupełnieniu przez ochotników oraz żołnierzy 4 kompanii Bazy Lotniczej „Łużyce” składał się z:
- 1. kompanii dowodzonej przez por. Alfreda Kurczewskiego „Ambrozja”;
- 2. kompanii dowodzonej przez por. Jerzego Marcinkowskiego „Jur”;
- 3. kompanii dowodzonej przez rtm. Eugeniusza Jaworskiego „Witold”.

3 sierpnia dowództwo batalionu objął oficer sztabu Inspektora Prawobrzeżnego Okręgu Warszawskiego rtm. Romuald Radziwiłłowicz „Zaremba”, a po jego ciężkim zranieniu (utrata ręki), od 28 sierpnia kpt. Franciszek Malik „Piorun”. Od tego czasu batalion przyjął nazwę „Zaremba” – „Piorun”.
Od 3 sierpnia oddziały prowadziły walki pozycyjne pozostając pod ostrzałem broni maszynowej i ręcznej z bunkrów nieprzyjaciela rozmieszczonych wzdłuż ulic: Wspólnej, Poznańskiej, Hożej i Żurawiej. Duże straty w ludziach i sprzęcie przyniósł ostrzał pozycji III rejonu przez niemieckie działo kolejowe 38-cm-Kanone Siegfried (E), które przybyło 19 sierpnia do Piaseczna oraz bombardowania z powietrza.
9 sierpnia kompania „Ambrozja” została zaatakowana w rejonie fabryki dźwigów Groniowskiego przy Emilii Plater 10. Niemcy zostali odparci. 
W nocy z 12 na 13 sierpnia powstańcy przeprowadzili atak na bronione przez 150 Niemców budynki Frontleistelle przy ul. Emilii Plater. Spalono warsztaty samochodowe i magazyny benzyny. Nie zdobyto głównych budynków i oddziały wycofały się na pozycje wyjściowe. 
Od 13 sierpnia, do końca powstania, przedpole po nieparzystej stronie ul. Emilii Plater było terenem zaciętych walk. 17 sierpnia Niemcy zaatakowali prawe skrzydło kompanii Ambrozja w celu wyparcia powstańców z ulic Wspólnej i Hożej. Użyto w sumie 9 goliatów, z których 6 eksplodowało. Mimo wprowadzenia do walk czołgu udało się utrzymać pozycje.
Od początku września 1944 po reorganizacji struktura batalionu przedstawiała się następująco:
Dowództwo
- dowódca batalionu – kpt. Franciszek Malik „Piorun”,
- zastępca dowódcy – mjr Jan Przeździecki „Tomasz”,
- oficer operacyjny – rtm. Kazimierz Draczyński „Sokół”,
- zastępca oficera operacyjnego – kpt. Lucjan Tarnawa-Zajączkowski „Zasław”,
- adiutant dowódcy batalionu – por. Janusz Gilewski „Stefan”,
- adiutant dowódcy batalionu – por. Władysław Rydzewski „Bogdan”,
- oficer ewidencyjny – por. Marian Kowalski „Grzmot”,
- oficer informacyjny – por. Bolesław Graf „Sław”,
- kapelan – kpt. ks. Mieczysław Paszkiewicz „Ignacy”.

Kompania dowództwa
- pluton gospodarczy – dowódca mjr NN „Konwalia”;
- pluton fortyfikacyjny – dowódca por. Kazimierz Kamler „Norbert”,
- pluton saperów – dowódca kpt. NN „Jeliński”,
- pluton sanitarny – dowódca por. lek. Jan Dorożyński „Adam”,
- pluton łączności – dowódca por. Władysław Dzierdziejewski „Władysław”,

Oddziały bojowe
- 1 kompania "Ambrozja” – dowódca por. Alfred Kurczewski „Ambrozja”, zastępca dowódcy por. Henryk Jurczyk „Sokół”,
  - 1 pluton – dowódca por. Władysław Rydzewski „Bogdan”, od 6 września por. Józef Grudziński „Łada”
  - 2 pluton – dowódca ppor. Jeremi Rosnowski „Jeremi”;
  - 3 pluton – dowódca por. Klemens Wojsk „Stanisław”;
- 2 kompania „Lotnicza” „Jura” – dowódca kpt. Jerzy Marcinkowski „Jur”, zastępca dowódcy – kpt. Edmund Marynowski „Sejm”;
  - 1 pluton – dowódca ppor. Czesław Deminet „Stec”, od 15 września chor. Marian Dembiński „Albert”;
  - 2 pluton – dowódca ppor. Stanisław Kuźmiński „Skobig”;
  - 3 pluton – dowódca por. Mariusz Hrynkiewicz-Moczulski „Robur”;
  - 4 pluton – dowódca ppor. Jan Zdziennicki „Polny”;
- 3 kompania – dowódca rtm. Mirosław Sawicki „Witold”, zastępca dowódcy - por. Alojzy Repucha „Mirosław”;
  - 1. pluton – dowódca ppor. Stefan Koralewski „Marian", od 5 września por. Andrzej Bielicki „Bomar”;
  - 2. pluton – dowódca por. Józef Ciesielski Cymerman „Sylwester", od 11.09. por. Kazimierz Gastman „Kalikst”;

Grupa kpt. „Mechanika”
- dowódca kpt Michał Bucza „Mechanik”;
- rusznikarnia – por. inż. Mieczysław Łopuski „Konstruktor” od 15 września por. inż. Eugeniusz Żochowski „Eugeniusz”;
- grupa „Elektrownia” – inż. Sobiesław Dajkowski „Florek”[7].

## Upamiętnienie
- Przy skrzyżowaniu z ulic Wspólnej i Poznańskiej został ustanowiony Skwer Batalionu AK „Zaremba-Piorun”, a na nim pomnik ku czci powstańców. Nazwa skweru została nadana w grudniu 1993[8].